# The Jacobite

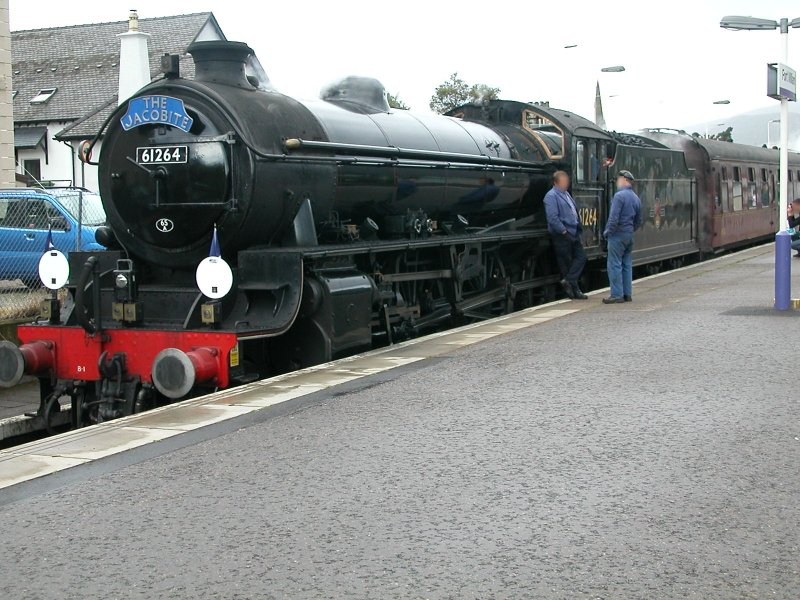
LNER Class B1 61264, mit dem „The Jacobite“ in Fort William

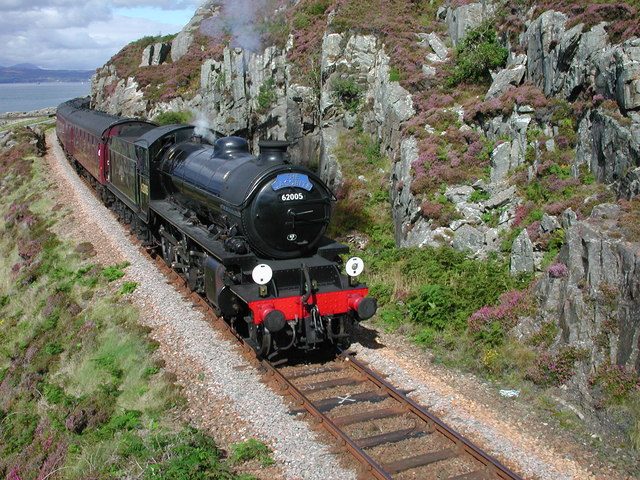
„The Jacobite“ am Meer bei Mallaig

The Jacobite (auch als Jacobite Steam Train bezeichnet) ist ein dampfbetriebener Museumszug in Schottland, der von Fort William nach Mallaig auf einem Teilabschnitt der West Highland Line verkehrt. Benannt ist der Zug nach den Jakobiten, deren letzter Aufstand gegen die britische Krone 1745 in Glenfinnan, einem Ort an der vom Zug befahrenen Strecke, begann. Betreiber des Zuges ist die Gesellschaft West Coast Railway Company, die in Großbritannien auf verschiedenen Strecken dampfgeführte Charterzüge betreibt.

## Geschichte
Nach dem regulären Ende des Dampfbetriebs auf der West Highland Line Anfang der 1960er Jahre bot British Rail erstmals wieder im Sommer 1984 einen dampfbespannten Zug auf der Strecke von Fort William nach Mallaig an. Der Zug erhielt den Namen „The West Highlander“ und wurde von den Fahrgästen sehr gut angenommen. Einige Jahre später erhielt der Zug den Namen „The Lochaber“, nach der Region Lochaber rund um Fort William. Mit der Privatisierung von British Rail infolge des Railways Act 1993 wurde auch der Dampfbetrieb auf der West Highland Line privatisiert. West Coast übernahm den Zug 1995 und gab ihm den heutigen Namen. Seit 2011 wird zusätzlich an Werktagen ein zweites Zugpaar angeboten, das am Nachmittag in Fort William beginnt und am Abend von Mallaig zurück fährt.
Die Fahrten wurden am 15. Juli 2023 zunächst bis einschließlich 31. Juli eingestellt, nachdem das Office of Rail and Road (ORR) bei einer Inspektion Probleme entdeckt hatte.

## Zuglauf

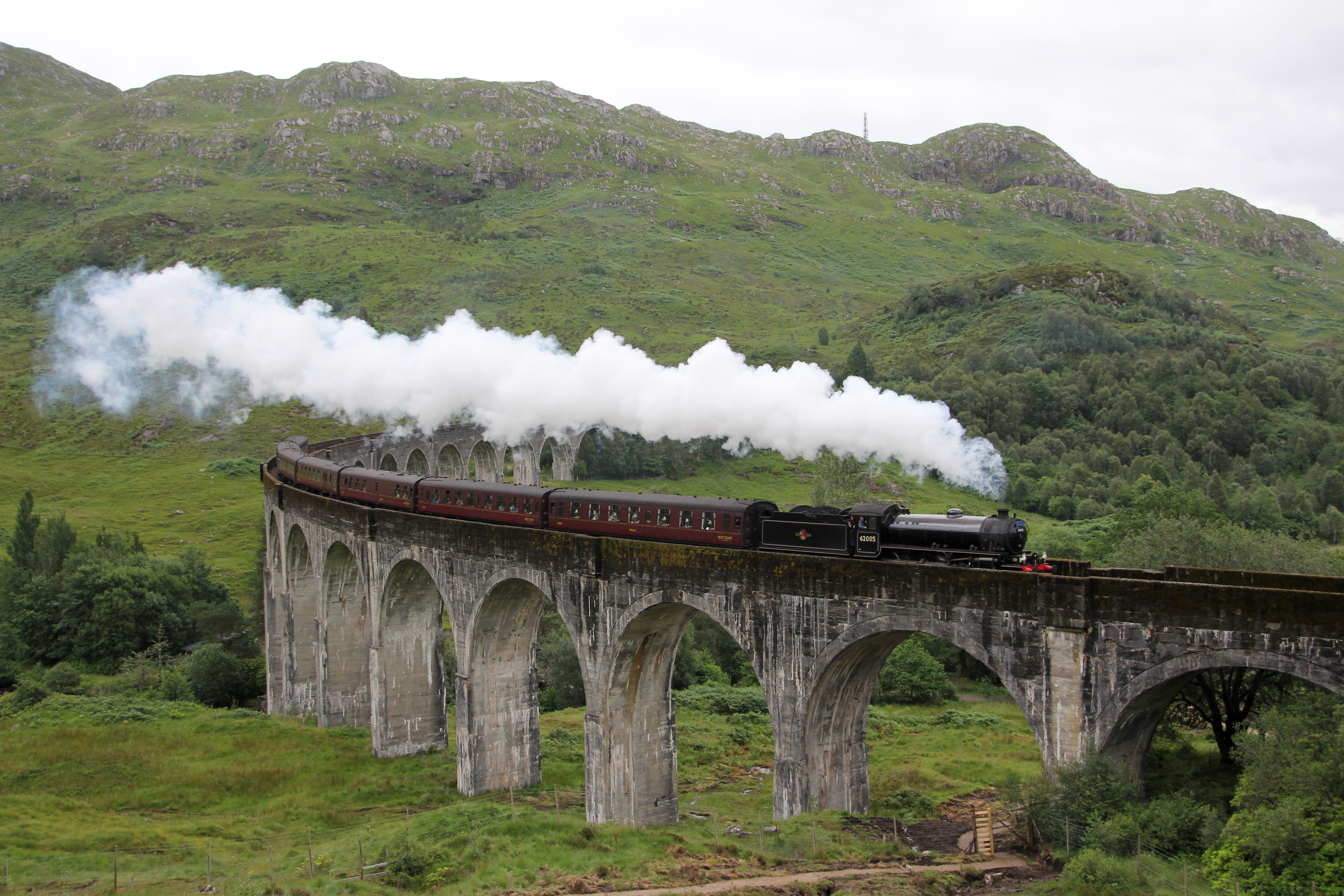
Der Zug auf dem Glenfinnan Viaduct

Der Zug startet in Fort William nahe dem Ben Nevis, Großbritanniens höchstem Berg, passiert den westlichsten Bahnhof Großbritanniens (Arisaig), führt am tiefsten Süßwassersee (Loch Morar) und an einem der kürzesten Flüsse (Morar) Großbritanniens vorbei nach Mallaig. Die Streckenlänge für Hin- und Rückfahrt beträgt 135 Kilometer. Die Reise dauert rund zwei Stunden für die einfache Strecke.
Unterwegs hält der Zug in Glenfinnan, wo Bonnie Prince Charlie während des letzten Jakobiten-Aufstandes 1745 seine Standarte aufstellte. Kurz vor dem Bahnhof führt die Strecke über den vor allem aus den Harry-Potter-Filmen bekannten Glenfinnan Viaduct. Der Viadukt hat 21 Bögen und bietet einen guten Ausblick über Loch Shiel. Im Bahnhof Glenfinnan hält der Zug etwa 20 Minuten, so dass man das im Bahnhof beheimatete Museum besichtigen kann. Es zeigt Exponate und Bilder vom Bau der Strecke.
Danach hält der Zug in Arisaig und dem Endbahnhof Mallaig. An Tagen mit guter Aussicht kann man die Kleinen Inseln Rùm, Eigg, Muck und Canna sowie den südlichen Teil der Insel Skye sehen.

## Fahrzeuge
Der Zug wurde im Laufe der Jahre von verschiedenen Dampflokomotiven gezogen, unter anderem von der LNER-Klasse B1 61264 oder der LMS-Klasse 5 „Black Five“ 45231. Derzeit eingesetzt werden die LNER-Klasse K1 62005 und die „Black Five“ 45407. Die Zuggarnitur besteht aus Wagen des Typs Mark 1, dem von British Rail in den 1950er Jahren beschafften Standardtyp, mit offenen Abteilen.